# Seungjeongwon Ilgi

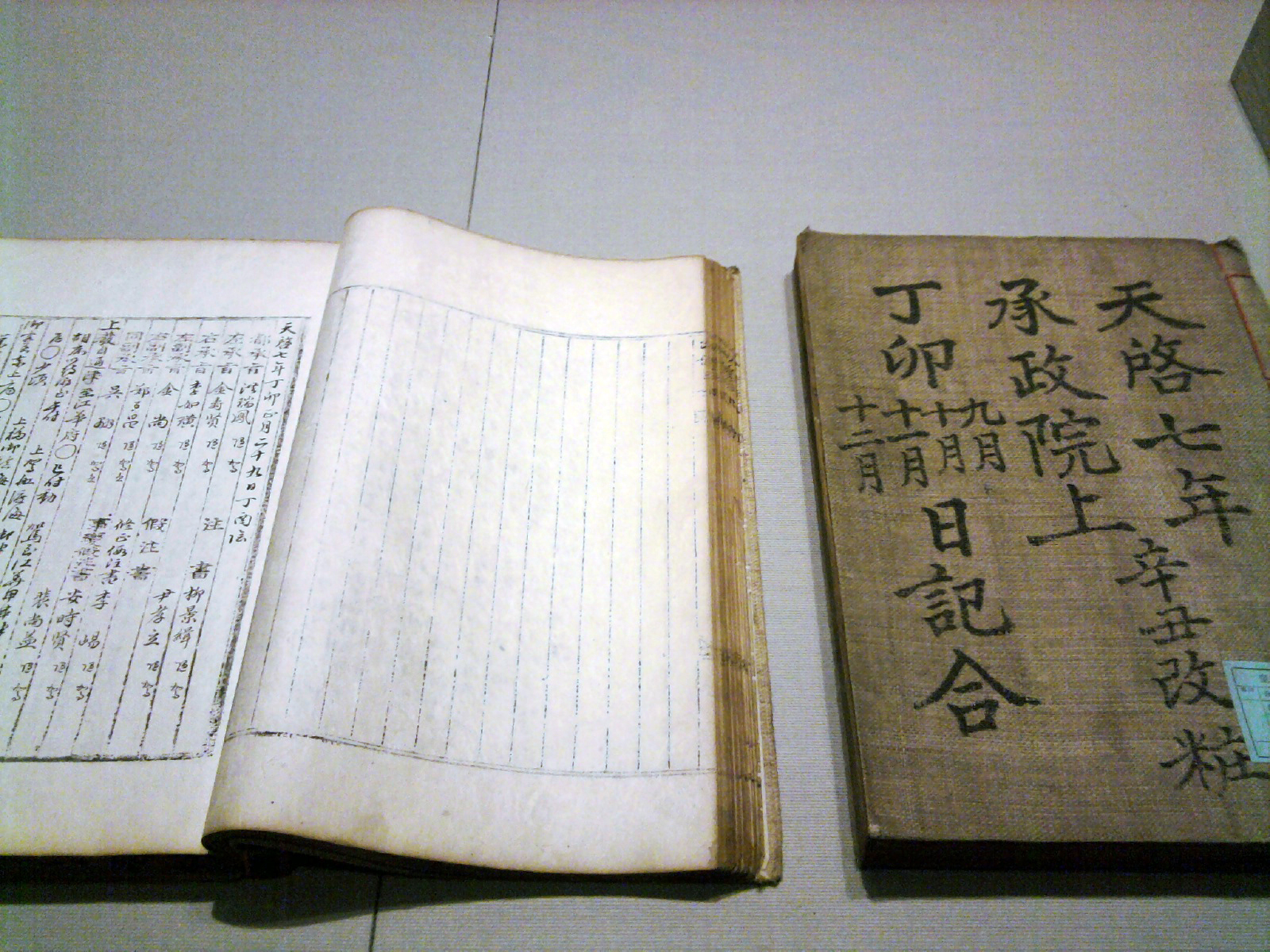
Seungjeongwon Ilgi, ausgestellt im Kyujanggak Institute for Koreanology Studies der Seoul National University

Die Seungjeongwon Ilgi (koreanisch 승정원일기) ist eine Sammlung von Tagebüchern des königlichen Sekretariats der Joseon-Dynastie (조선왕조) (1392–1910) in Korea. Die Sammlung umfasst den Zeitraum vom 17. Jahrhundert bis zu 20. Jahrhundert.

## Das Werk
Die Tagebücher des königlichen Sekretariats beinhalten große Mengen authentischer und historischer Daten sowie Aufzeichnungen zu damaligen Staatsgeheimnissen. Da die Aufzeichnungen bis in das 20. Jahrhundert hineinreichen, geben sie u. a. Aufschluss darüber, wie sich das damalige verschlossene Königreich westlichen Einflüssen gegenüber langsam öffnete. Auch sind in den Werken Beobachtungen der königlichen Sekretäre und seiner Schreiber in Bezug auf die jeweiligen Könige enthalten und geben detaillierte Einblicke ins königliche Leben. Einige der Werke wurden während der Kriege und durch Feuer beschädigt bzw. zerstört, konnten aber anschließend wieder restauriert bzw. erneuert werden.
Die Aufzeichnungen der Seungjeongwon Ilgi als umfassende Sammlung beinhaltet insgesamt 3243 Tagebücher, von denen 3045 Bücher mit Seungjeongwon Ilgi bezeichnet wurden, 4 Exemplare den Titel Seungseonwon Ilgi bekamen, 5 Bücher Gungnaebu Ilgi genannt wurden, 33 Werke sich Gyujanggak Ilgi nennen und 156 Tagebücher unter dem Namen Biseogam Ilgi bekannt sind. Die gesamte Sammlung soll insgesamt 242,5 Millionen chinesische Schriftzeichen enthalten, was damit den Umfang der Sammlung verdeutlicht. Im Jahr 1994 begannen rund 40 Experten des Institute for the Translation of Korean Classics damit, in einem anspruchsvollen Projekt die Tagebücher ins Koreanische zu übersetzen. Doch der Stand nach 23 Jahren Arbeit war, dass man gerade mal 20 % der Tagebücher bearbeiten und übersetzen konnte. Wie lange das Projekt noch dauern wird, kann niemand bisher vorhersagen.
Die Sammlung wird in der Gyujanggak-Bibliothek (규장각) der Seoul National University aufbewahrt und ist der Öffentlichkeit nicht zugänglich. Doch 141 Kopien wurde in den Jahren 1961 bis 1977 von dem National History Compilation Committee erstellt und der Öffentlichkeit zur Ansicht zugänglich gemacht.

## Weltdokumentenerbe
Bevor die Sammlung der Tagebücher des königlichen Sekretariats im Jahr 2001 von der UNESCO zum Weltdokumentenerbe erhoben und damit im Memory of the World Register aufgenommen wurde, registrierte die koreanische Regierung am 9. April 1999 die Sammlung als nationales Kulturgut unter der Registrierungsnummer 303.